# 仁寿
仁寿（、旧字体：仁壽）は、日本の元号の一つ。嘉祥の後、斉衡の前。851年から854年までの期間を指す。この時代の天皇は文徳天皇。

## 改元
- 嘉祥4年4月28日（ユリウス暦851年6月1日）：改元。
- 仁寿4年11月30日（ユリウス暦854年12月23日）：斉衡に改元。

## 仁寿期に起きた出来事
2年
- 3月13日：勧農の勅命により諸国の国司・郡司に池堰を修築し、農業を進めさせる。

3年
- 6月4日：葛原親王（桓武平氏祖）薨去。
- 6月11日：皇子・皇女9人に源姓を授ける。
- 8月：延暦寺の僧円珍、唐に渡航。

## 西暦との対照表
※は小の月を示す。
| 仁寿元年（辛未） | 一月     | 二月※ | 三月 | 四月※ | 五月  | 六月※ | 七月※ | 八月  | 九月※  | 十月  | 十一月※ | 十二月  |          |
| ---------------- | -------- | ----- | ---- | ----- | ----- | ----- | ----- | ----- | ------ | ----- | ------- | ------- | -------- |
| ユリウス暦       | 851/2/5  | 3/7   | 4/5  | 5/5   | 6/3   | 7/3   | 8/1   | 8/30  | 9/29   | 10/28 | 11/27   | 12/26   |          |
| 仁寿二年（壬申） | 一月     | 二月※ | 三月 | 四月  | 五月※ | 六月  | 七月※ | 八月※ | 閏八月 | 九月※ | 十月    | 十一月※ | 十二月   |
| ユリウス暦       | 852/1/25 | 2/24  | 3/24 | 4/23  | 5/23  | 6/21  | 7/21  | 8/19  | 9/17   | 10/17 | 11/15   | 12/15   | 853/1/13 |
| 仁寿三年（癸酉） | 一月※    | 二月  | 三月 | 四月※ | 五月  | 六月  | 七月※ | 八月※ | 九月   | 十月※ | 十一月  | 十二月※ |          |
| ユリウス暦       | 853/2/12 | 3/13  | 4/12 | 5/12  | 6/10  | 7/10  | 8/9   | 9/7   | 10/6   | 11/5  | 12/4    | 854/1/3 |          |
| 仁寿四年（甲戌） | 一月     | 二月※ | 三月 | 四月※ | 五月  | 六月  | 七月※ | 八月  | 九月※  | 十月  | 十一月  | 十二月  |          |
| ユリウス暦       | 854/2/1  | 3/3   | 4/1  | 5/1   | 5/30  | 6/29  | 7/29  | 8/27  | 9/26   | 10/25 | 11/24   | 12/24   |          |